# Jois
Jois (ungarisch Nyulas, kroatisch Jojz) ist eine Marktgemeinde mit 1655 Einwohnern (Stand 1. Jänner 2025) im Bezirk Neusiedl am See im Burgenland in Österreich.

## Geografie

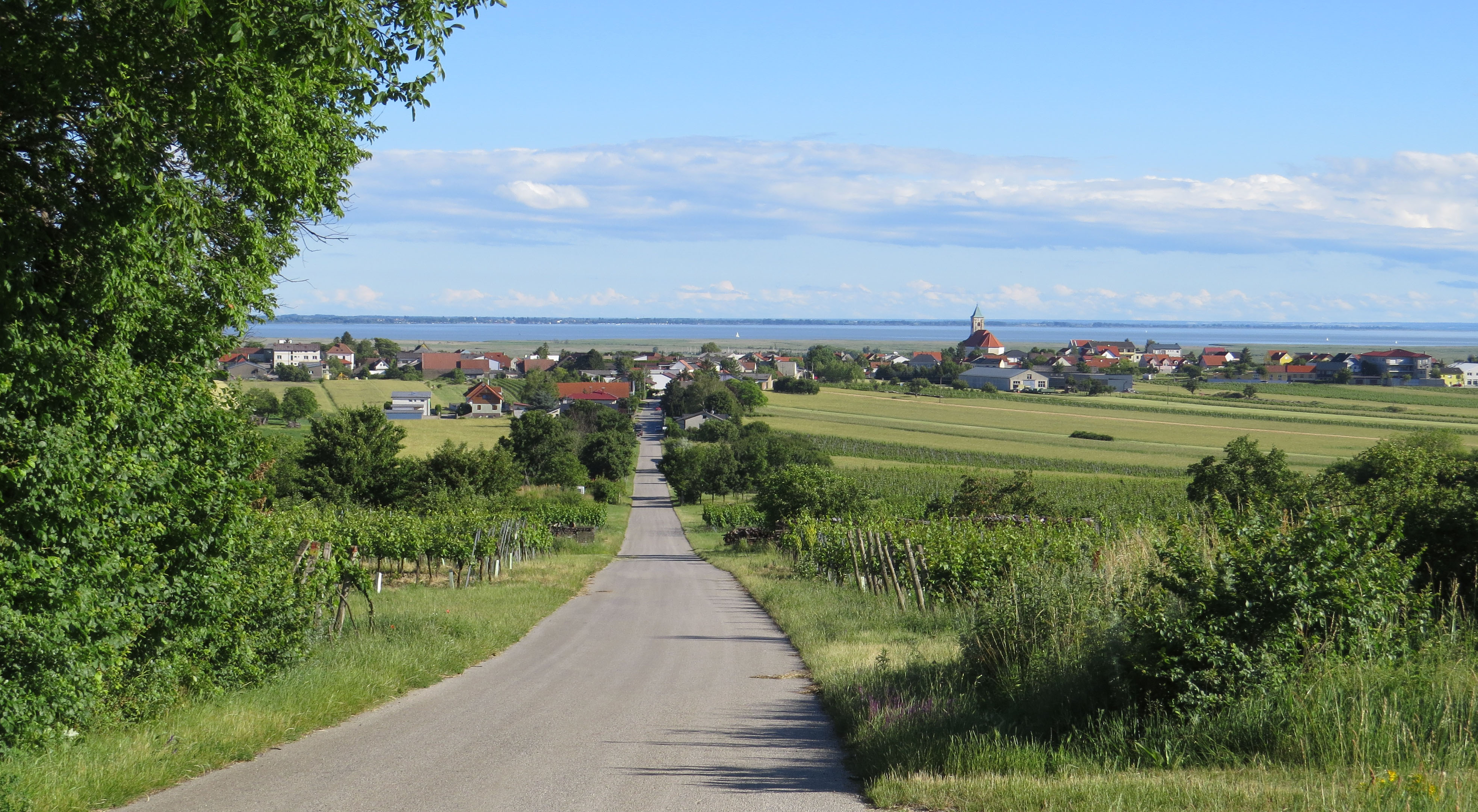
Jois von Norden

Jois und Umgebung um 1873 (Aufnahmeblatt der Landesaufnahme)

Die Gemeinde liegt im Nordburgenland. Jois liegt in 130 m Seehöhe an den Hängen des Leithagebirges direkt am Neusiedler See im österreichischen Burgenland.

### Natur
- Im Vollnaturschutzgebiet Hackelsberg führt ein Rundwanderweg durch die Umgebung
- Weltkulturerbe Nationalpark Neusiedler See-Seewinkel
- Teile des Gemeindegebietes gehören zum Naturpark Neusiedler See - Leithagebirge

### Nachbargemeinden
|               | Bruckneudorf                                | Parndorf        |
|               | Kompassrose, die auf Nachbargemeinden zeigt |                 |
| Winden am See |                                             | Neusiedl am See |

## Geschichte
Die erste urkundliche Erwähnung erfolgte 1209 als „Nulos“. Danach scheint es in ungarischen Urkunden als Newlas, Nyulas, Niulas auf, in deutschen als Geuss, Gews, Goiß, Geoys, Jews, Juws.
Der Ort gehörte wie das gesamte Burgenland bis 1920/21 zu Ungarn (Deutsch-Westungarn). Seit 1898 musste aufgrund der Magyarisierungspolitik der Regierung in Budapest der ungarische Ortsname Nyulas verwendet werden. Nach Ende des Ersten Weltkriegs wurde nach zähen Verhandlungen Deutsch-Westungarn in den Verträgen von St. Germain und Trianon 1919 Österreich zugesprochen. Der Ort gehört seit 1921 zum neu gegründeten Bundesland Burgenland (siehe auch Geschichte des Burgenlandes). Bereits 1429 gab es einen Marktrichter. Das Datum der Marktverleihung ist nicht bekannt.
Jüngere Geschichte
In der Marktgemeinde Jois kam es im Oktober 2017 zu einer historischen Wende von der SPÖ zur ÖVP, die sich von 6 auf 12 Mandate verdoppeln konnte und den Bürgermeister sowie die absolute Mehrheit schaffte. Für das umstrittene Siedlungsprojekt „Jois 2025“ wurde mit den Stimmen von ÖVP und der Liste GFJ nach der Wahl ein Baustopp erlassen und ein Schwerpunkt in Richtung mehr Nachhaltigkeit im Ort gesetzt.
Die Seegemeinde verabschiedete im April 2023 eine Resolution und veranstaltete im Mai 2023 eine Demonstration für die Rettung des Neusiedler Sees. Die Erklärung mit fünf zentralen Punkten wurde mit Stimmen von ÖVP, SPÖ und der Liste GFJ im Gemeinderat beschlossen.

### Bevölkerungsentwicklung
| Jois: Einwohnerzahlen von 1869 bis 2025             | Jois: Einwohnerzahlen von 1869 bis 2025 | Jois: Einwohnerzahlen von 1869 bis 2025 | Jois: Einwohnerzahlen von 1869 bis 2025 | Jois: Einwohnerzahlen von 1869 bis 2025 |
| --------------------------------------------------- | --------------------------------------- | --------------------------------------- | --------------------------------------- | --------------------------------------- |
| Jahr                                                |                                         |                                         |                                         | Einwohner                               |
| 1869                                                | 1869                                    |                                         | 1.144                                   | 1.144                                   |
| 1880                                                | 1880                                    |                                         | 1.192                                   | 1.192                                   |
| 1890                                                | 1890                                    |                                         | 1.235                                   | 1.235                                   |
| 1900                                                | 1900                                    |                                         | 1.215                                   | 1.215                                   |
| 1910                                                | 1910                                    |                                         | 1.287                                   | 1.287                                   |
| 1923                                                | 1923                                    |                                         | 1.220                                   | 1.220                                   |
| 1934                                                | 1934                                    |                                         | 1.313                                   | 1.313                                   |
| 1939                                                | 1939                                    |                                         | 1.374                                   | 1.374                                   |
| 1951                                                | 1951                                    |                                         | 1.305                                   | 1.305                                   |
| 1961                                                | 1961                                    |                                         | 1.295                                   | 1.295                                   |
| 1971                                                | 1971                                    |                                         | 1.270                                   | 1.270                                   |
| 1981                                                | 1981                                    |                                         | 1.284                                   | 1.284                                   |
| 1991                                                | 1991                                    |                                         | 1.277                                   | 1.277                                   |
| 2001                                                | 2001                                    |                                         | 1.310                                   | 1.310                                   |
| 2011                                                | 2011                                    |                                         | 1.440                                   | 1.440                                   |
| 2021                                                | 2021                                    |                                         | 1.626                                   | 1.626                                   |
| 2025                                                | 2025                                    |                                         | 1.655                                   | 1.655                                   |
| Quelle(n): Statistik Austria, Gebietsstand 1.1.2021 |                                         |                                         |                                         |                                         |

## Kultur und Sehenswürdigkeiten
- Ortsmuseum Jois

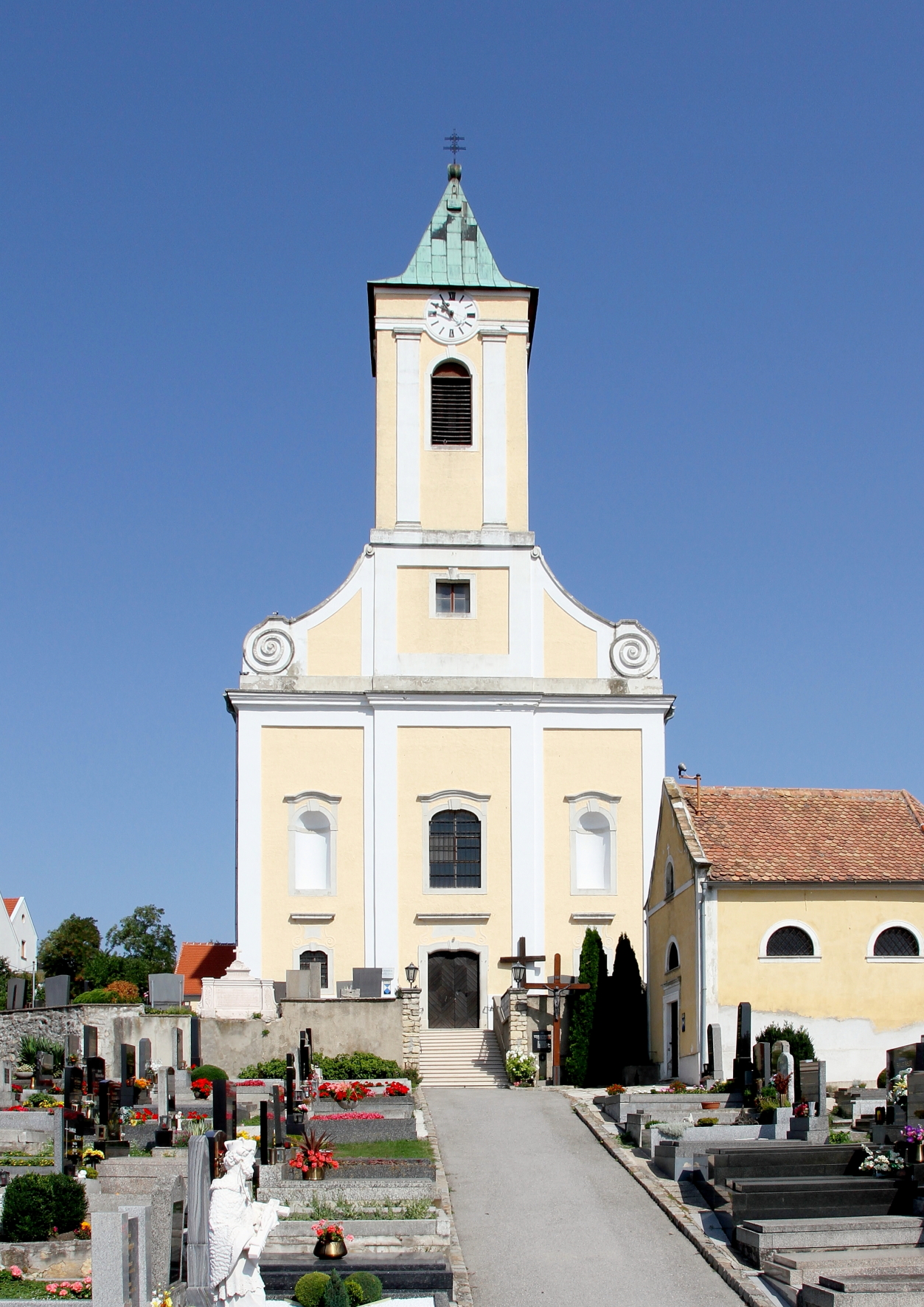
Alte Pfarrkirche Jois

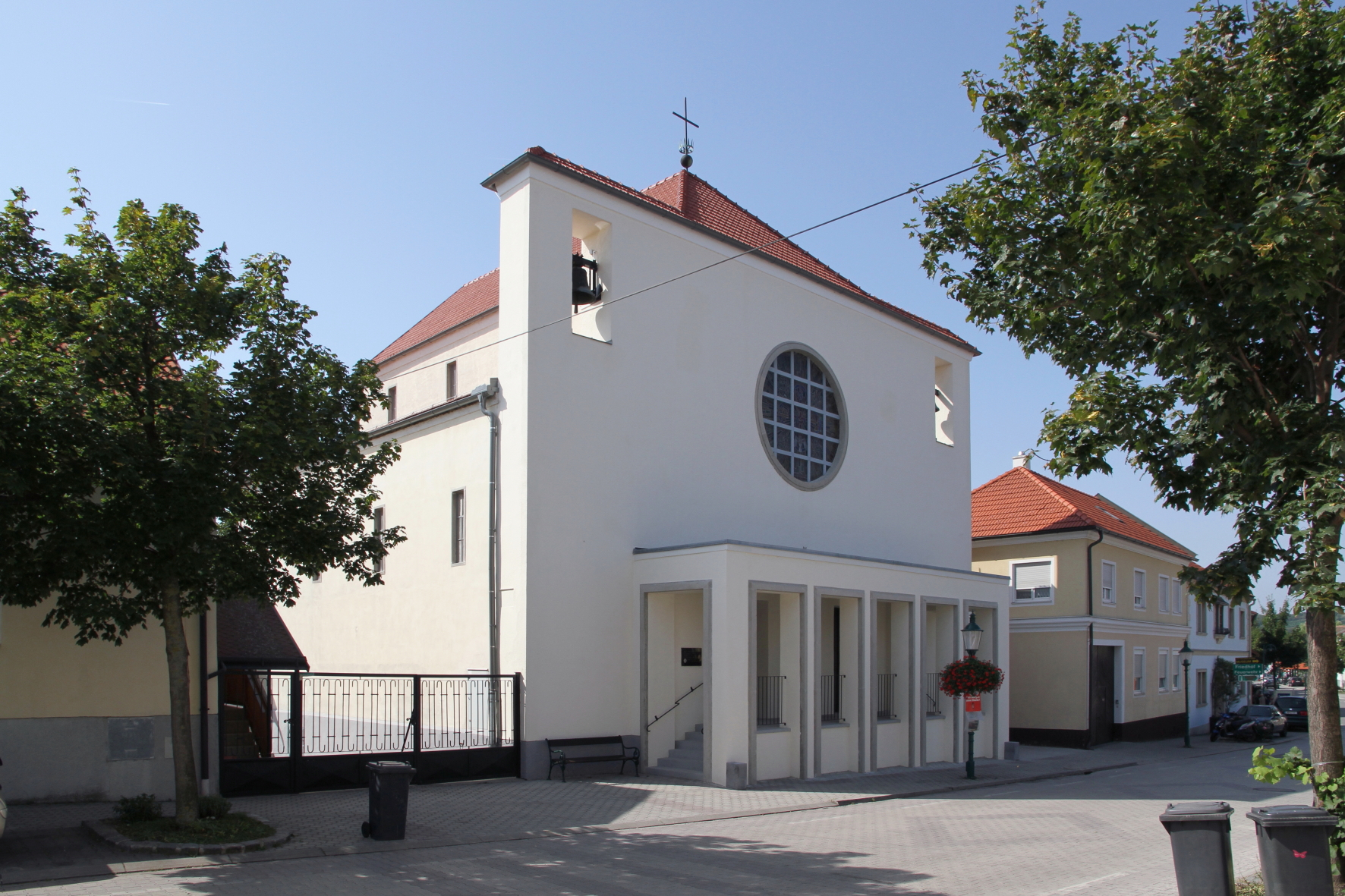
Neue Pfarrkirche Jois

- Neolithische bis römerzeitliche Fundstätten, urkundlich 1214
- Alte Pfarrkirche Jois (1757–1770) ist ein Barockbau mit dem bemerkenswerten Hochaltar (1749–1752) der Pfarrkirche hl. Michael von Sopron (1865 übertragen)
- Neue Pfarrkirche Jois (1898, 1937 ausgebaut)
- Lichtsäule (15. Jahrhundert)
- Russenkreuz (1747)
- Mariensäule (1877)

### Veranstaltungen
In der Weinbaugemeinde findet jährlich im November das traditionelle „Joiser Martiniloben“ statt, wo der neue Wein-Jahrgang verkostet wird. Das Fest zu Ehren des Heiligen Martins zählt in Jois zu einer der beliebtesten und meistbesuchten Veranstaltungen im Ort. An zwei Tagen macht eine Vielfalt an Winzern den Ort zu einem Anziehungspunkt zahlreicher Weinfans. Von 2009 bis 2018 prägte die Open-Air-Veranstaltung „Mai Beat“ 10 Jahre die Jugendszene in der Region, die besonders in der Drum and Bass- sowie Techno-Szene äußerst beliebt war. Über 1.000 Jugendliche besuchten das Festival im Mai, unter den Acts waren unter anderem DJs wie Fourward, Body&Soul oder Twenty Freeze. Eine Anzeigenflut gegen Veranstaltungen in Österreich im Jahr 2015 betraf auch das Jugendfest der Seegemeinde. Als Reaktion darauf wurde von Jois ausgehend die Initiative Rettet die Vereinsfeste ins Leben gerufen, die bundesweit hohe Wellen schlug und eine Gesetzesänderung erreichte. Als „Mai Beat“-Nachfolgeveranstaltung wurde nach einem Generationenwechsel von der örtlichen „Joiser Jugend“ das Event „Rectory“ als neues Jugendfest mit einem neuen Konzept ins Leben gerufen.

### Kulinarische Spezialitäten
In Jois hat die „Joiser Herzkirsche“ ihren Ursprung, die auch das Wappen des Ortes ziert. Mehrere Heurigenkeller und Buschenschanken laden zur Einkehr ein.

## Wirtschaft und Infrastruktur

### Wirtschaft
Jois ist vorwiegend eine Sommerfremdenverkehrsgemeinde und ein Weinbauort. Die Anzahl der Übernachtungen stieg von 25.000 im Jahr 2010 auf 40.000 im Jahr 2019. Von der Gesamtfläche sind mehr als ein Zehntel Weingärten.
Seit 2008 befindet sich der aus Wien übersiedelte Antriebstechniks-Hersteller Zoerkler als einziger größerer Industriebetrieb in der Gemeinde.

### Bildung
In Jois befinden sich ein Kindergarten und eine Volksschule.

### Verkehr
- Straße: Jois liegt an der Burgenland Straße (B 50).
- Bahn: Der Ort ist mit der Pannoniabahn an das Bahnnetz der Ostbahn angeschlossen.

### Sport
Abgesehen vom üblichen Freizeitangebot kommt in Jois dem Schießsport große Bedeutung zu. Ein Schützenhaus mit Terrasse bietet dem Zuschauer beim Wurftauben-, Trap- und Jagdparcourschießen Platz.
Der Neusiedler See bietet sich nicht nur im Sommer ideal für das Ausüben diverser Sportarten wie Schwimmen, Segeln, Kitesurfen und Windsurfen an, sondern lädt auch im Winter zum Eislaufen, Eissegeln, Eissurfen ein. Am Gelände des Joiser (Yacht-)Hafens betreiben drei Segelclubs – der Yachtclub Seewind, der Yachtclub Jois und der „Österreichische Heeresyachtclub“ – eigene Clubräumlichkeiten.

## Politik

### Gemeinderat
Der Gemeinderat umfasst seit 2017 nunmehr aufgrund der Einwohnerzahl insgesamt 21 Sitze. Bis 2012 umfasste er nur 19 Sitze.
| Partei          | 2022             | 2022             | 2022             | 2017             | 2017             | 2017             | 2012             | 2012             | 2012             | 2007             | 2007             | 2007             | 2002             | 2002             | 2002             | 1997             | 1997             | 1997             |
| Partei          | Sti.             | %                | M.               | Sti.             | %                | M.               | Sti.             | %                | M.               | Sti.             | %                | M.               | Sti.             | %                | M.               | Sti.             | %                | M.               |
| --------------- | ---------------- | ---------------- | ---------------- | ---------------- | ---------------- | ---------------- | ---------------- | ---------------- | ---------------- | ---------------- | ---------------- | ---------------- | ---------------- | ---------------- | ---------------- | ---------------- | ---------------- | ---------------- |
| ÖVP             | 655              | 59,87            | 14               | 591              | 51,12            | 12               | 322              | 30,67            | 6                | 361              | 36,21            | 7                | 422              | 42,84            | 9                | 316              | 40,00            | 8                |
| SPÖ             | 298              | 27,24            | 6                | 393              | 34,00            | 7                | 556              | 52,95            | 11               | 517              | 51,86            | 10               | 457              | 46,40            | 9                | 379              | 47,97            | 9                |
| GFJ 1)          | 91               | 8,32             | 1                | 147              | 12,72            | 2                | 140              | 13,33            | 2                | 119              | 11,94            | 2                | nicht kandidiert | nicht kandidiert | nicht kandidiert | nicht kandidiert | nicht kandidiert | nicht kandidiert |
| FPÖ             | 41               | 3,75             | 0                | 25               | 2,16             | 0                | nicht kandidiert | nicht kandidiert | nicht kandidiert | nicht kandidiert | nicht kandidiert | nicht kandidiert | 25               | 2,54             | 0                | nicht kandidiert | nicht kandidiert | nicht kandidiert |
| KLART 2)        | 9                | 0,82             | 0                | nicht kandidiert | nicht kandidiert | nicht kandidiert | nicht kandidiert | nicht kandidiert | nicht kandidiert | nicht kandidiert | nicht kandidiert | nicht kandidiert | nicht kandidiert | nicht kandidiert | nicht kandidiert | nicht kandidiert | nicht kandidiert | nicht kandidiert |
| JoB             | nicht kandidiert | nicht kandidiert | nicht kandidiert | nicht kandidiert | nicht kandidiert | nicht kandidiert | 32               | 3,05             | 0                | nicht kandidiert | nicht kandidiert | nicht kandidiert | nicht kandidiert | nicht kandidiert | nicht kandidiert | nicht kandidiert | nicht kandidiert | nicht kandidiert |
| SUG             | nicht kandidiert | nicht kandidiert | nicht kandidiert | nicht kandidiert | nicht kandidiert | nicht kandidiert | nicht kandidiert | nicht kandidiert | nicht kandidiert | nicht kandidiert | nicht kandidiert | nicht kandidiert | 81               | 8,22             | 1                | nicht kandidiert | nicht kandidiert | nicht kandidiert |
| Rettet Jois     | nicht kandidiert | nicht kandidiert | nicht kandidiert | nicht kandidiert | nicht kandidiert | nicht kandidiert | nicht kandidiert | nicht kandidiert | nicht kandidiert | nicht kandidiert | nicht kandidiert | nicht kandidiert | nicht kandidiert | nicht kandidiert | nicht kandidiert | 95               | 12,03            | 2                |
| Wahlberechtigte | 1585             | 1585             | 1585             | 1532             | 1532             | 1532             | 1444             | 1444             | 1444             | 1353             | 1353             | 1353             | 1220             | 1220             | 1220             | 1095             | 1095             | 1095             |
| Wahlbeteiligung | 74,45 %          | 74,45 %          | 74,45 %          | 81,92 %          | 81,92 %          | 81,92 %          | 83,10 %          | 83,10 %          | 83,10 %          | 83,22 %          | 83,22 %          | 83,22 %          | 85,00 %          | 85,00 %          | 85,00 %          | 89,95 %          | 89,95 %          | 89,95 %          |

### Bürgermeister
- 1931–1933 Karl Steidl (SPÖ)
- 1946–1947 Josef Leichtl
- 1947–1950 Franz Glanz
- 1950–0000 Johann Kiss
- 197200000 Josef Hillinger
- Johann Kiss
- Georg Hoffmann
- 1972–0000 Karl Haider (SPÖ)
- 1992–1997 Norbert Kusolitsch (SPÖ)
- 1997–2002 Georg Hoffmann (ÖVP)
- 2002–2017 Leonhard Steinwandtner (SPÖ)[21]
- seit 2017 Hannes Steurer (ÖVP)

### Fairtrade-Gemeinde
Eine gesunde und nachhaltige Entwicklung hat höchste Priorität für den Weinbauort. Im Herbst 2020 wurde Jois daher zur ersten Fairtrade-Gemeinde im Bezirk Neusiedl/See ernannt, in Folge eines einstimmigen Beschlusses des Gemeinderats 2019 wurden insgesamt 5 Ziele erfolgreich gemeistert. Der Gemeinderat beauftragte Gemeindevorstand Sascha Krikler für die Umsetzung des Projekts, der in Abstimmung mit Fairtrade Österreich die einzelnen Maßnahmen auf den Weg brachte.  Jois unterstützte im Rahmen des Projekts auch eine Initiative gegen Kinderarbeit, die ein neues, verantwortungsvolleres Lieferkettengesetz im Sinne der Einhaltung von Menschenrechten und Sozial- und Umweltstandards fordert.

## Persönlichkeiten
- Karl Steidl (1896–1967), war ein Landwirt und Politiker (SPÖ).
- Hermine Mospointner (* 1952), ist eine österreichische Politikerin (SPÖ)
- Leo Hillinger (* 1967), ist ein österreichischer Winzer.